# Олена Чаплинська
Олена Чаплинська (пол. Helena Czaplińska) в хрещенні Мотрона Хмельницька (пол. Motrona Chmielnicka — 1651) — руська шляхтянка та військовичка. Дружина Данила Чаплинського і Богдана Хмельницького. При хрещенні отримала ім'я Мотрона.

## Життєпис
На сьогодні біографія Мотрони Чаплинської залишається відкритим питанням, оскільки невідомо, коли й де вона народилася, ким були її батьки й чому вона перебралася на територію Чигирина. Однак припускають, що вона родом із сім'ї польської шляхти. До того ж варто зауважити, що ім'я Олена використовується істориками для метафоричності, через те, що саме польські вчені почали порівнювати Мотрону з Єленою Прекрасною. Однак це порівняння вказувало не так на вроду Чаплинської, як на трагічну жіночу долю.
1647 року чигиринський підстароста Данило Чаплинський — ворог Хмельницьких — за відсутності Богдана здійснив напад на його хутір у Суботові, побив сина Хмельницького. За Літописом Граб'янки влада відхилила судову скаргу Хмельницького, а його самого Чаплинський замкнув у в'язниці за підозрою в підготовці козацького бунту. Лише за заступництва Чаплинської Богдан був випущений на волю і скористався цим для втечі на Запоріжжя.
Такий самий переказ про порятунок Хмельницького з в'язниці завдяки молінням Чаплинської міститься в Літописі Самійла Величка. Автор вкладає у вуста Богдана такі компліменти на її адресу:
І коли б не допомогла своєю участю й проханням Чаплинська, ця розсудлива невинних людей жалібниця-Есфір, то не знаю, що б сталося від ворожого наклепу Чаплинського з моєю головою далі?
28 грудня 1648 року Гетьман Хмельницький узяв шлюб із Чаплинською після того, як повернувся з-під Замостя. Єрусалимський патріарх Паїсій дав йому благословення на цей шлюб. На цю знаменну подію прибули тоді до Києва посли з Москви, Семигроду, від султана, Молдавії, Волощини.
Хоча сам Хмельницький палко кохав Чаплинську, його оточення (насамперед сини) бажало позбутися її. Серед старшини гетьманшу називали «ляшкою» і підозрювали у зв'язках із колишнім чоловіком Чаплинським. У травні 1651 року відомий своїм крутим норовом небіж Мотрони Тиміш Хмельницький під час перебування батька у поході стратив свою ненависну мачуху, повісивши її на воротах садиби. Про це так повідомляв 14 червня 1651 року шляхтич Кшицький:
|  | Кажуть, Хмельницький наказав жінку свою повісити за те, що виявлено перехоплені листи Чаплинського до неї про те, щоб вона всі скарби закопала в землю, а самого Хмельницького отруїла. |

Прямих доказів про зраду Мотрони немає. Можливо, звинувачення їй були сфабриковані старшинською опозицією, особисто Тимошем. Михайло Грушевський вказує, що Богдан Хмельницький перед битвою під Берестечком отримав відомості від Тимоша про нестачу коштів у козацькій скарбниці, доручив йому розслідувати цю справу. У результаті гетьманський син довів, що гроші вкрала його мачуха Мотрона та її таємний коханець — управитель скарбниці. 20 травня 1651 року Богданові прийшло повідомлення, що Тимош стратив їх обох (повісив). Звістка про смерть Мотрони завдала Хмельницькому сильного душевного удару і, напевно, була однією з причин поразок козаків під Берестечком.
Епізод подружньої зради і сама особистість Мотрони Хмельницької залишаються предметом багатьох наукових і публіцистичних спекуляцій.

## У кінематографі
- Богдан Хмельницький (1941) — фільм режисера Ігоря Савченка
- Гетьман (2015) — фільм режисера Валерія Ямбурського
- Богдан-Зиновій Хмельницький (2006) — фільм режисера Миколи Мащенка (епізоди)